# ミハイ・ポパ
ミハイ・マクシミリアン・ポパ（Mihai Maximilian Popa 、2000年10月12日 - ）は、ルーマニア・コンスタンツァ出身のプロサッカー選手。トリノFC所属。ポジションは、ゴールキーパー。